# Credo quia absurdum
Credo quia absurdum is een Latijnse uitdrukking, die betekent: "Ik geloof omdat het absurd is". De uitdrukking wordt toegeschreven aan Tertullianus. In zijn werk De Carne Christi zegt hij dit niet, maar wel gebruikt hij een soortgelijke verwoording (De Carne Christi V, 4): "[...] Mortuus dei filius; credibile est, quia ineptum est. Et sepultus resurrexit; certum est, quia impossibile." (In sommige edities staat aanvullend het woord prorsus tussen filius en credibile. Voor de betekenis heeft dit geen beslissende invloed; prorsus heeft een versterkende werking.)
(Vertaling: De zoon van God is gestorven; dit is geloofwaardig, omdat het absurd is. En eenmaal begraven herrees hij; dit is zeker, omdat het onmogelijk is.) (Hier wordt het woord ineptum vertaald met "absurd".)